# 海鮮醤
海鮮醤（かいせんじゃん、ハイシェンジャン、ハイセンジャン）は、主に中華料理で使用される調味料の一種。

## 概要
香港や中華人民共和国の広東地方で使われている、独特のコクと甘味がある甜麺醤に似た甘味噌である。小麦粉と大豆などを合わせて発酵させて作られ、甜麺醤よりも味わいが濃厚である。なお、海鮮という名ながら、原材料に魚介類は含まれない。英語圏や西洋では広東語の「海鮮」のHoisin sauce（ホイシン・ソース）で知られ、ベトナム語ではTương đen （黒い醤）と呼ばれる。

## 関連
- 醤
- 甜麺醤
- 北京ダック
- 広東料理
- ベトナム料理
- 李錦記